# 長浦駅 (愛知県)
長浦駅（ながうらえき）は、愛知県知多市長浦一丁目にある名鉄常滑線の駅。駅番号はTA14。

## 歴史
- 1930年（昭和5年）9月1日 - 愛知電気鉄道により開業。
- 1935年（昭和10年）8月1日 - 名岐鉄道への合併により名古屋鉄道が発足したため、同社の駅となる。
- 1970年（昭和45年）9月1日 - 無人化[1]。
- 2005年（平成17年）1月 - 自動改札機、自動券売機が設置。

## 駅構造
相対式ホーム2面2線の地上駅で無人駅である。駅集中管理システム（管理駅は常滑駅）が導入されている。駅舎・改札は上下線で別々に設置されている。両ホーム共にホームの有効長が4両分しかないため、6両編成以上の列車が停車すると締切が行われる。
| 番線 | 路線      | 方向 | 行先                         |
| ---- | --------- | ---- | ---------------------------- |
| 1    | TA 常滑線 | 下り | 中部国際空港方面             |
| 2    | TA 常滑線 | 上り | 太田川・金山・名鉄名古屋方面 |

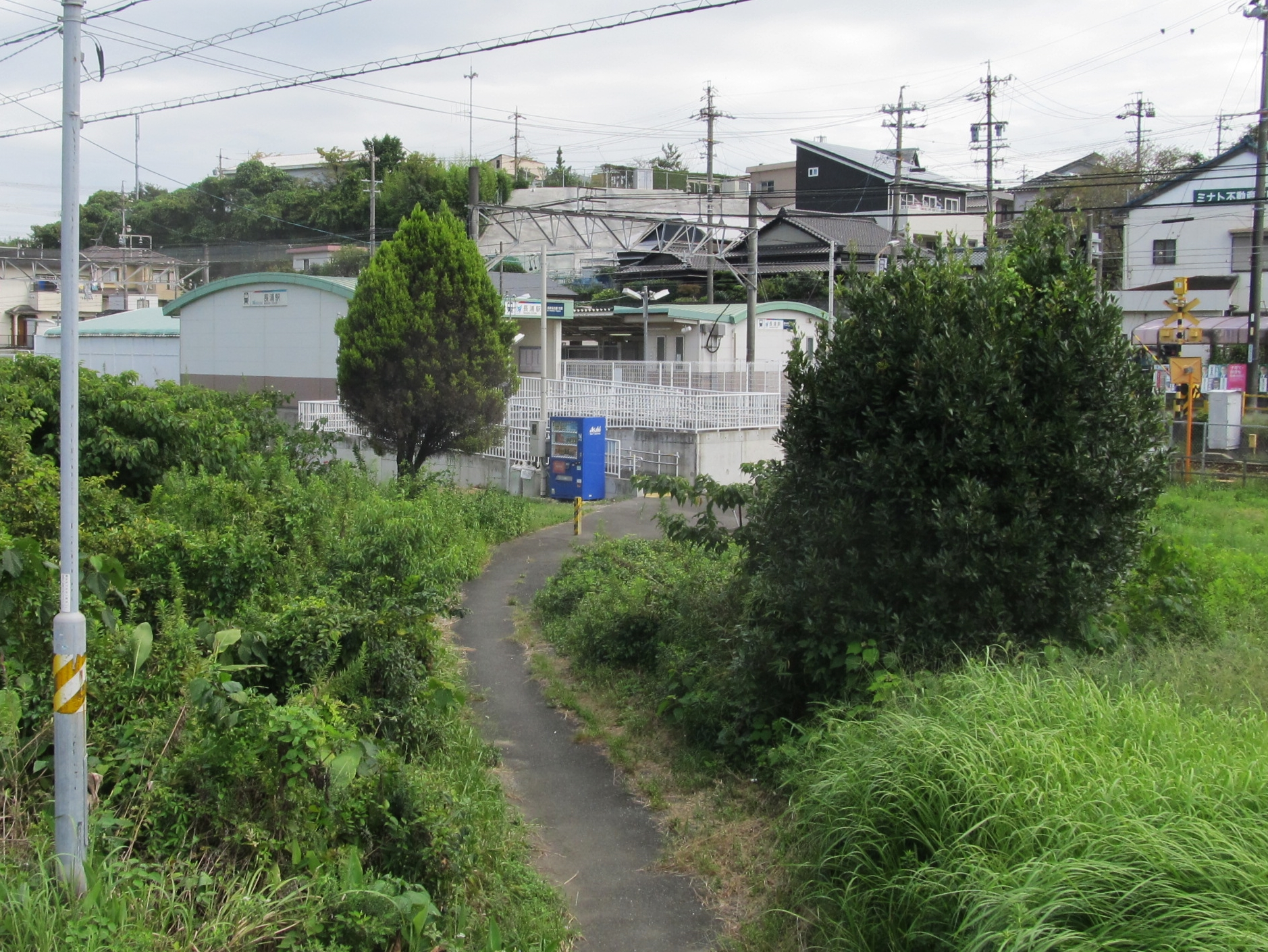
西側から見た長浦駅
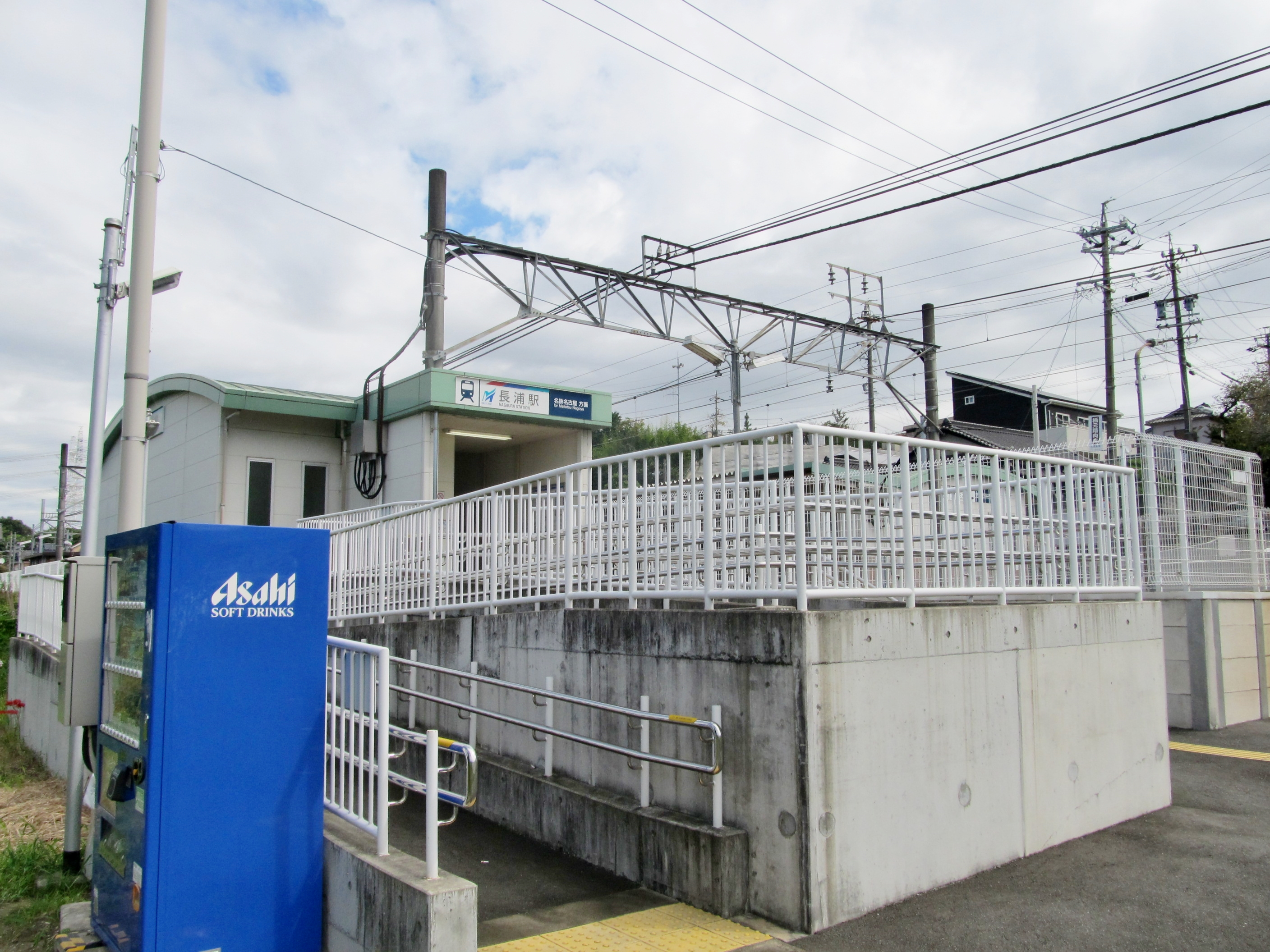
太田川方面駅舎
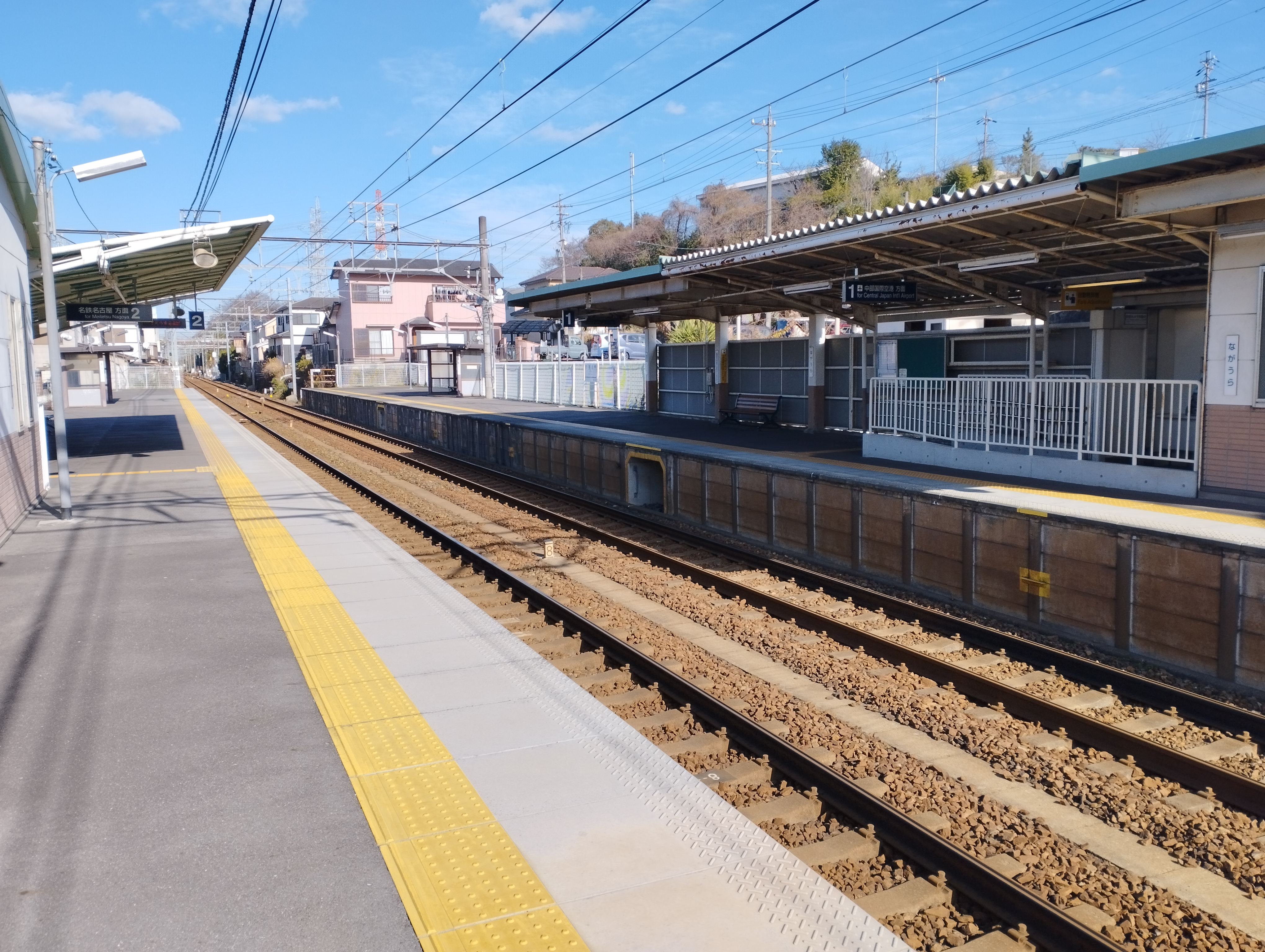
ホーム
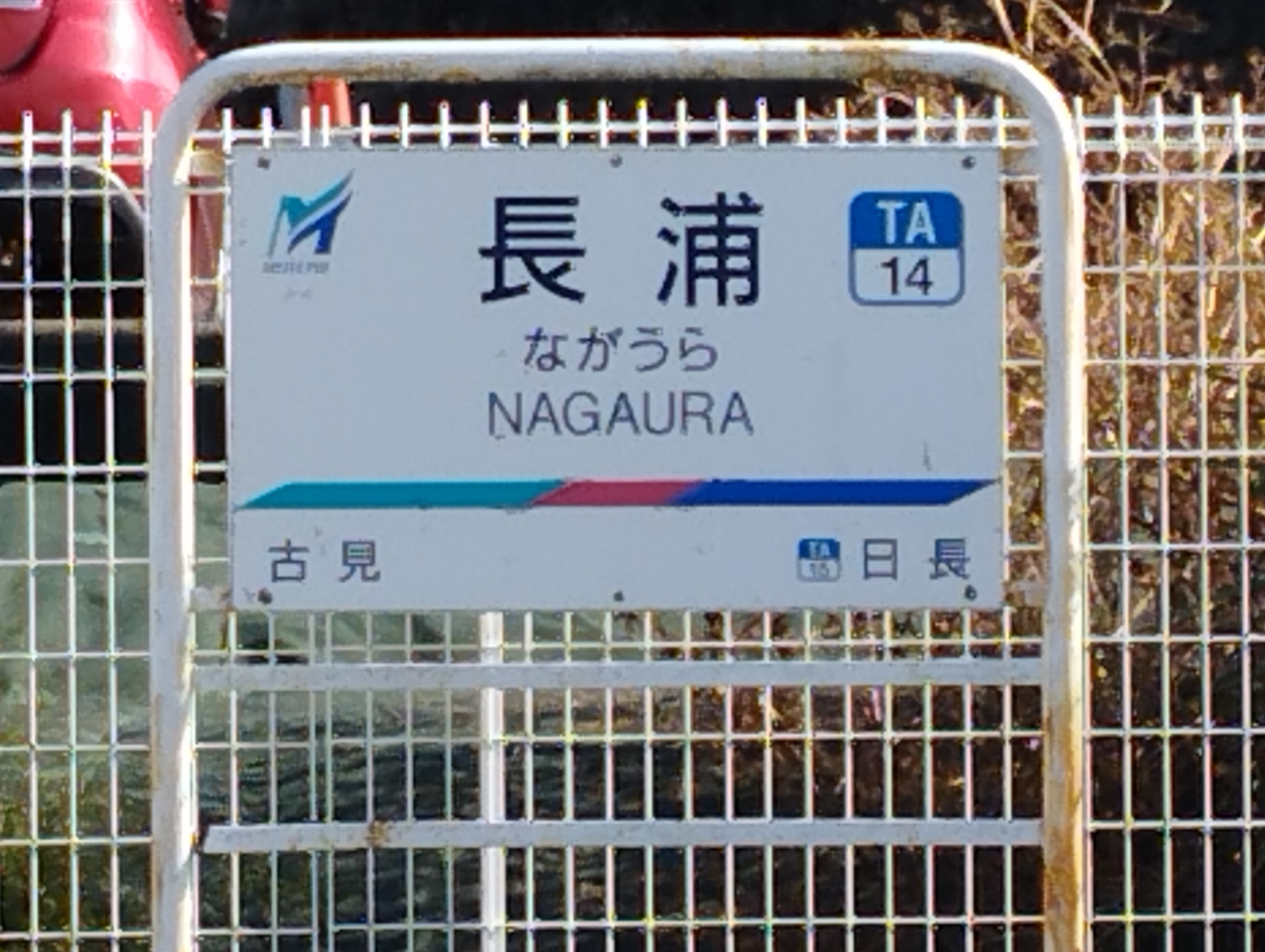
駅名標

### 配線図
| ← 太田川・ 名古屋方面 | 長浦駅 構内配線略図 | → 常滑・ 中部国際空港方面 |
| 凡例 出典:            |                     |                           |

## 利用状況
- 『名鉄120年：近20年のあゆみ』によると2013（平成25）年度当時の1日平均乗降人員は897人であり、この値は名鉄全駅（275駅）中237位、常滑線・空港線・築港線（26駅）中23位であった[5]。
- 『名古屋鉄道百年史』によると1992（平成4）年度当時の1日平均乗降人員は1,315人であり、この値は岐阜市内線均一運賃区間内各駅（岐阜市内線・田神線・美濃町線徹明町駅 - 琴塚駅間）を除く名鉄全駅（342駅）中203位、常滑線・築港線（24駅）中19位であった[6]。

「知多の統計」、「移動等円滑化取組報告書」によると、近年の1日平均乗降人員は下表のとおりである。 
| 年度               | 1日平均 乗降人員 |
| ------------------ | ---------------- |
| 2008年（平成20年） | 872              |
| 2009年（平成21年） | 877              |
| 2010年（平成22年） | 896              |
| 2011年（平成23年） | 890              |
| 2012年（平成24年） | 892              |
| 2013年（平成25年） | 897              |
| 2014年（平成26年） | 896              |
| 2015年（平成27年） | 910              |
| 2016年（平成28年） | 978              |
| 2017年（平成29年） | 1,005            |
| 2018年（平成30年） | 1,010            |
| 2019年（令和元年） | 1,014            |
| 2020年（令和02年） | 825              |

## 駅周辺
駅の東側は丘陵地にやや古い住宅が並ぶ。急な坂が多い。
- 国道155号（西知多産業道路）長浦IC
- 名古屋港海づり公園（休止中）
- 長浦聖母幼稚園

もともと長浦駅周辺は、長浦海園文化住宅地など別荘地として開発された地域である。かつては駅周辺に旅館が複数あり、また海水浴場が駅前にあったため、1927年（昭和2年）に駅に隣接する場所に鉄筋コンクリート製モニュメントの「たこのターちゃん」が設置され、長らく長浦海水浴場のシンボルとして親しまれた。また、夏季限定ではあったが、急行や特急が臨時停車していた時期もあった。しかし1959年（昭和34年）の伊勢湾台風で壊滅的な被害を受けた海水浴場は、その後復旧されることなく、埋立地として造成されることになり、ターちゃんのモニュメントも1963年（昭和38年）12月に解体された。

## 隣の駅
名古屋鉄道
TA 常滑線
□ミュースカイ・■特急・□快速急行・■急行・■準急
通過
■普通
古見駅 (TA13) - 長浦駅 (TA14) - 日長駅 (TA15)